# جاكلين وونغ
جاكلين وونغ (بالإنجليزية: Jacqueline Wong)‏ هي متسابقة ملكة الجمال وممثلة كندية وأمريكية، ولدت في 23 يناير 1989 في نيويورك في الولايات المتحدة.

## وصلات خارجية
- جاكلين وونغ على موقع IMDb (الإنجليزية)